# Martin Brest
Martin Brest (Bronx, Nova York, 8 de Agosto de 1951) é um cineasta estadunidense.

## Filmografia parcial
- Um Tira da Pesada (1984)
- Fuga à Meia-Noite (1988)
- Perfume de Mulher (1992)
- Encontro Marcado (1998)
- Contato de Risco (2003)

## Premiações:
- Indicado ao Oscar 1993 - Filme: Perfume de Mulher
- Ganhador do Framboesa de Ouro 2004 - Filme: Contato de risco